# Chardonia rosea
Chardonia rosea är en svampart som beskrevs av Cif. 1930. Chardonia rosea ingår i släktet Chardonia, divisionen sporsäcksvampar och riket svampar.   Inga underarter finns listade i Catalogue of Life.